# E.ON Digital Technology

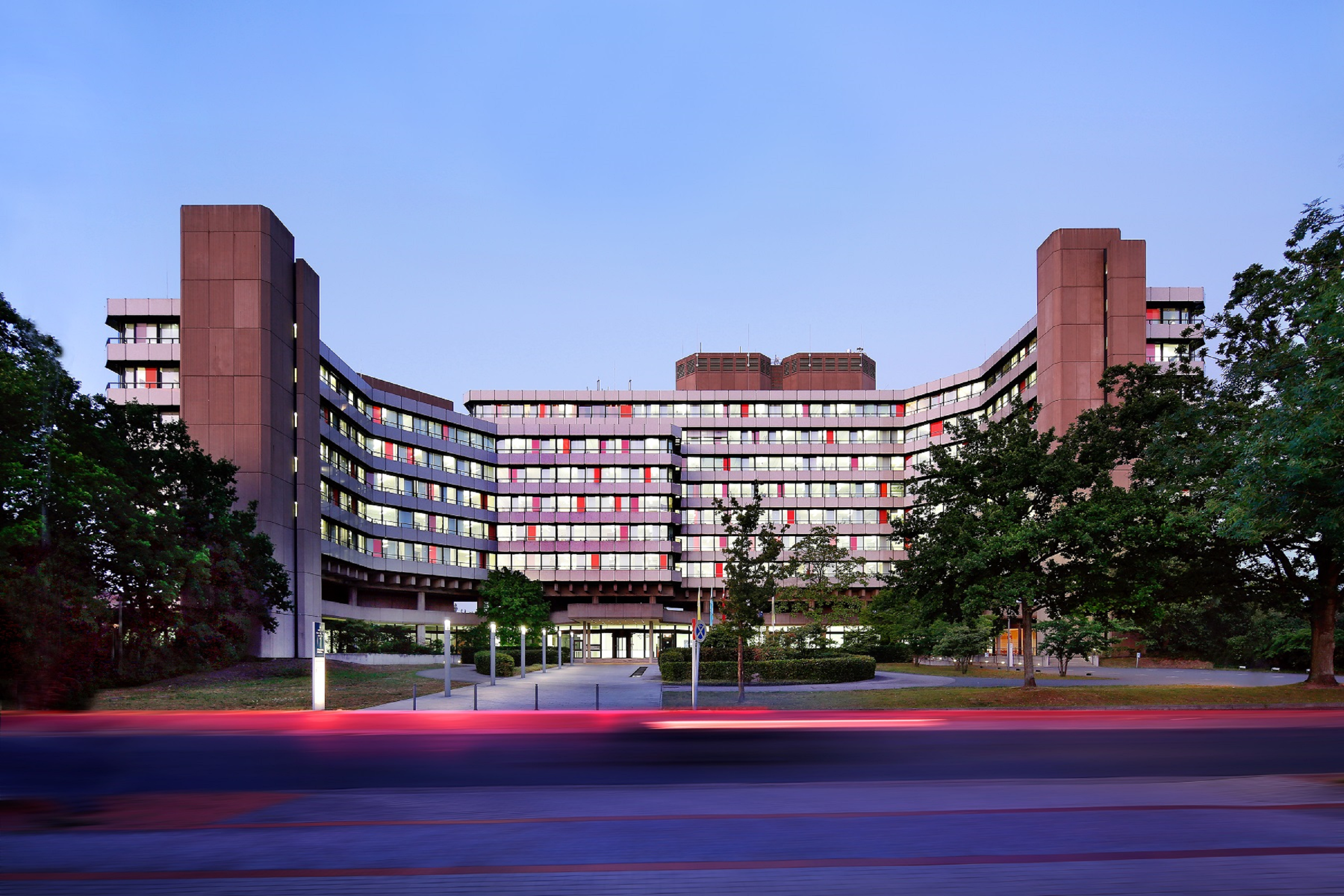
Tresckowstraße 5, Foto von Regine Rabanus

Die E.ON Digital Technology (EDT), früher E.ON Business Services (bis zum 31. Januar 2019), E.ON IT, E.ON IS und is:energy, steuert die konzernweiten IT- und Digital-Aktivitäten der E.ON SE, einem der weltweit größten nicht-staatlichen Energieunternehmen. Die EDT hat ihren Hauptsitz in Hannover und ist als konzerninterne Funktion für etwa 2200 Mitarbeiter verantwortlich. Diese verteilen sich auf eine Vielzahl von E.ON-Standorten in Deutschland sowie international; hier insbesondere in Großbritannien, Italien, den Niederlanden, Polen, Rumänien, Schweden, der Tschechischen Republik und Ungarn.

## Geschäftstätigkeit
Die E.ON Digital Technology (EDT) steuert und implementiert mit rund 2200 Mitarbeitern die konzernweite, digitale Transformation der E.ON SE. Sie legt die strategische Ausrichtung für IT Technology und das Digitalgeschäft fest und definiert die Unternehmensarchitektur sowie das Portfolio der zentralen Digital-Technology-Bereiche. Sie stellt die technologischen Plattformen zur Unterstützung der internationalen Geschäftsaktivitäten der gesamten E.ON Gruppe zur Verfügung. Zudem steuert sie große IT-Dienstleister und die Nutzung der IT-Infrastruktur.
Mit Blick auf digitale Lösungen und Geschäftsmodelle geht es zum einen um eine Aufwertung bestehender Produkte, so zum Beispiel bei der digitalgesteuerten, optimierten Ausrichtung von Windkraft-Rotoren oder der intelligenten Steuerung von Energienetzen („smart grid“). Zum anderen entwickelt EDT neue, digitale Kundenlösungen, hier insbesondere in den Bereichen E-Mobility (Ladestationen-Abrechnung), Solar-Speicher-Anlagen sowie Smart Home und Smart City.

## Geschichte
Vor der Fusion der beiden Stromunternehmen PreussenElektra (VEBA) und Bayernwerke (VIAG) zur E.ON Energie im Jahr 2000 haben diese ihre IT-Dienstleistungen von den Unternehmen synergis GmbH und GEDOS mbH durchführen lassen. Nach der Fusion entstand aus diesen beiden Firmen im Jahr 2001 die is:energy. Gesellschafter des neuen Unternehmens waren die E.ON Energie AG (74,78 %) sowie die Cap Gemini Ernst & Young AG (25,22 %).
Im Jahr 2004 arbeiteten rund 1300 Mitarbeiter bei der is:energy, die sich auf mehr als 30 Standorte verteilten. Die ersten Auslandsgesellschaften wurden in Ungarn, Tschechien und der Slowakei gegründet.
Im Jahr 2005 gab Cap Gemini Ernst & Young seine Minderheitsbeteiligung an die Regionalversorger von E.ON ab. Im Einzelnen waren dies die E.ON Avacon AG, E.ON Bayern AG, E.DIS AG, E.ON Hanse AG, E.ON Mitte AG, E.ON Thüringer Energie AG und E.ON Westfalen Weser AG. Damit war die is:energy, die sich im Zuge des Gesellschafterwechsels zur E.ON IS umbenannte, eine hundertprozentige Tochter von E.ON. In der zweiten Jahreshälfte wurden die Landesgesellschaften E.ON IS Bulgaria und E.ON IS Romania neu gegründet.
Die E.ON IS erweiterte im Jahr 2006 ihr Angebot um Telekommunikationsdienstleistungen. Gleichzeitig wurde die internationale Expansion fortgeführt. Im Mai 2006 wurde die Landesgesellschaft E.ON IS Sverige mit Sitz in Malmö neu gegründet. Im selben Jahr folgte die Gründung der Landesgesellschaft E.ON IS UK. Seit Ende 2007 ist das Unternehmen auch in Südeuropa vertreten. In Mailand wurde eine italienische E.ON-IS-Niederlassung eröffnet.
Im Jahr 2007 war die E.ON-IS-Gruppe mit 2700 Mitarbeitern in neun europäischen Ländern vertreten. Die niederländische Landesgesellschaft E.ON IS Netherlands wurde Ende 2008 gegründet.
Zum 1. Oktober 2013 wurde mit Gründung der E.ON Business Services GmbH aus der reinen IT-Gesellschaft eine multifunktionale Unterstützungseinheit. Sie bündelte konzernweite Business-Services für Finanzen und Personalwesen sowie die komplette IT-Steuerung unter einem Dach. Drei sogenannten Service-Tower wurden durch gemeinsame Querschnitts-Funktionen ergänzt und beschäftigten rund 4000 Mitarbeiter.
Im Zuge der Aufteilung der ursprünglichen E.ON in die neue E.ON sowie die Uniper im Jahr 2016 sowie die damit verbundene, strategische Neuausrichtung von E.ON (Programm Phoenix) wurden insbesondere Personalwesen und Finanzen wieder verstärkt dezentral aufgestellt. Mit der Konsequenz, dass die EBS als multifunktionale Unterstützungseinheit zum 31. Dezember 2017 aufgelöst wurde. Ab dem 1. Januar 2018 verantwortet die EBS GmbH nur noch die IT von E.ON. Personalwesen und Finanzen wurden in die jeweiligen E.ON-SE-Bereiche eingegliedert, beziehungsweise in die jeweiligen Länder-Einheiten von E.ON.
Mit dem Wechsel des Vorsitzes der Geschäftsführung von Edgar Aschenbrenner zu Matthew Timms zum 1. September 2018 sowie der Ausweitung der bisherigen „Chief Information Officer“ (CIO) Rolle zum Chief Digital and Technology Officer (CDTO) startete die Zusammenführung der beiden Funktionen Digital sowie IT/Technology. Ihren vorläufigen Abschluss fand dieser Prozess in der Umbenennung von E.ON Business Services in E.ON Digital Technology zum 1. Februar 2019.
Im Zuge der Integration von innogy-Geschäftsfeldern in den E.ON-Konzern trat der frühere innogy CIO Marcus Schaper zum 1. Januar 2020 in die Geschäftsführung der E.ON Digital Technology GmbH ein. Seit Juni 2020 gibt es zudem zwei Chief Digital and Technology Officers: Während Matthew Timms für „Business Transformation“ verantwortlich zeichnet, steht Marcus Schaper dem Bereich „Platforms and Operations“ vor.
Einen Wechsel in der Geschäftsführung der EDT GmbH gab es zum 1. Juli 2021: Nachdem Matthew Timms und Marcus Schaper ihre Mandate niedergelegt haben, sind Christopher d’Arcy und Sebastian Weber als neue Mitglieder bestellt worden. Einen Vorsitzenden wird die Geschäftsführung ab diesem Datum nicht mehr haben.
Seit dem 1. November 2021 gibt es einen vierten Geschäftsführer, Mario Pieper.
Zum 1. Oktober 2022 folgte Verena Nicolaus-Kronenberg als CFO und Mitglied der Geschäftsführung der EDT GmbH auf Christoph Hanewinkel.
Ende März 2024 hat Mario Pieper das Unternehmen verlassen.

### Outsourcing der IT-Infrastruktur
Im Rahmen des konzernweiten Sparprogramms PerformtoWin entschloss sich der Vorstand der E.ON AG 2009 dazu, die IT-Infrastruktur an externe Dienstleister auszulagern. Sicherheitsrelevante IT-Systeme werden jedoch weiterhin durch den Konzern selbst betreut.
Im Einzelnen umfasst das Outsourcing die folgenden drei Pakete:
- Rechenzentrum: Die Server und zugehörigen Datenbanken müssen in der Lage sein, ca. 30.000 SAP-User zu versorgen.[5]
- IT-Arbeitsplätze: Hier inbegriffen ist der Support von rund 43.000 Desktop-PCs und Notebooks, sowie 10.000 Drucker und der Betrieb des globalen Service Desk.
- Netzwerk- und Kommunikationsinfrastruktur: Bei der Netzwerkinfrastruktur müssen ca. 150.000 LAN-Ports, 50.000 E-Mail-Konten, 35.000 IP-Telefone, 20.000 klassische Telefonanschlüsse und 100.000 Mobilfunkanschlüsse bereitgestellt werden.[5]

Rechenzentrum und Betreuung der Arbeitsplätze gingen an Hewlett-Packard, die Kommunikationsinfrastruktur an T-Systems. Insgesamt wurde das Geschäft mit einem Gesamtvolumen von 2,8 Mrd. Euro (60 % an HP, 40 % an T-Systems) und einer Laufzeit von 7 Jahren vergeben. Im Rahmen des Betriebsübergangs wechselten zum 1. April 2011 rund 1.260 Mitarbeiter an 89 Standorten in 10 Ländern sowie 185.000 Assets zu den Outsourcingpartnern.

## Geschäftsführung
- Christopher d’Arcy
- Verena Nicolaus-Kronenberg
- Sebastian Weber

Vorsitzender des Aufsichtsrates der E.ON SE ist Erich Clementi.